# Аббатство Линдорес
Аббатство Линдорес или Линдорс (англ. Lindores Abbey) — аббатство Тиронского ордена, основанное в XII веке в Шотландии. Расположено на севере полуострова Файф (Fife) между заливом Ферт-оф-Тей (Firth of Tay) и средневековым городом Сэнт-Андрюс. где находится первый шотландский университет и гольфовое поле The Royal and Ancient Golf Club of St Andrews. Аббатство Линдорес известно как «духовная родина шотландского виски», так как производство напитка было зафиксировано здесь в 1494 году, а восстановлено в 2016 благодаря строительству Lindores Abbey Distillery.

## История
Аббатство Линдорес было основано в 1191 (по некоторым источникам в 1178) Дэвидом, графом Хантингдон (David, Earl of Huntingdon). на землях, дарованных его братом, королем Вильямом Львом (William the Lion). Их дед, король Давид I(David I of Scotland), пригласил  тиронцев в Шотландию, и граф Хантингдон также симпатизировал этому ордену. Когда, по легенде, граф, избежав гибели во время кораблекрушения, дал обет основать монастырь на своих землях, он остановил свой выбор на тиронцах.
В период расцвета аббатство владело значительной территорией в Шотландии и правами на добычу и использование угля, соли, рыбы и лесов в регионе. При монастыре был разбит сад с редкими растениями. Сорт груш, созданный монахами, продолжает расти в регионе сегодня. Монахи аббатства также производили Aqua Vitae, и первое упоминание о производстве этого напитка, позже получившего название «виски», было зафиксировано в налоговых свитках аббатства Линдорес. Аббатство Линдорес называет себя «духовным домом» национального шотландского напитка.
Тиронский устав требовал оказывать гостеприимство путникам, и среди гостей аббатства были шотландские короли Яков II и Яков III, английский король Эдуард I, а также его главный военный противник, борец за шотландскую независимость Уильям Уоллес. Герб аббатства — медведь, опирающийся на дерево — связан с первым настоятелем аббатства, младшим сыном графа Уоррика, по имени Гвидо. Сейчас этот геральдический знак, выложенный на склоне холма, является местной туристической достопримечательностью. Он привлекает туристов на ежегодный праздник — фестиваль огня.
При переходе Шотландии от католицизма к протестантству (Reformation) в монастыре в 1559 прекратились службы. Аббатство несколько раз подвергалось нападению воинственных сторонников проповедника-кальвиниста Джона Нокса и было полностью разграблено к 1590 году. Впоследствии аббатство Линдорес представляло собой живописные руины, привлекавшие художников.

## Археологические находки
В году на территории Аббатства Линдорес во время раскопок были обнаружены основания средневекового перегонного куба, в котором монахи производили aqua vitae, начиная с XV века.
Несколько важных захоронений были также обнаружены в процессе раскопок. Серебряный колокол с колокольни главного собора, посвященного Пресвятой Деве и Святому Андрею Первозванному, хранится в приходской церкви деревни Ахтемахты.
При работе с описями имущества аббатства XIV−XV веков было обнаружено упоминание двух наборов шахмат (доски и фигуры). Игра в шахматы среди монахов приветствовалась как соответствующая данным ими обетам, поэтому в XXI веке Аббатство Линдорес, в память о шахматной традиции монастыря, организовало серию турниров Lindores Abbey Chess Stars и Lindores Abbey Rapid Challenge
2019 — Lindores Abbey Chess Stars с участием Магнус Карлсен, Вишванатана Ананда. Сергея Карякина, Дина Лижэня.
2020 — Lindores Abbey Rapid Challenge 2020. Турнир проходил удаленно.

## Возрождение производства виски
В 2015 году на территории аббатства внутри периметра существовавших в XX веке хозяйственных построек началось строительство современного производства виски. Проект был разработан группой Organic Architects с целью создать единый ансамбль аббатства и производственных помещений. В декабре 2020 года на производстве были разлиты первые бочки односолодового виски Lindores Abbey. Дистиллерия также выпускает Lindores Aqua Vitae, алкогольный напиток на основе солодового ячменного спирта, воссозданный по средневековым рецептам в результате исследований, проведенных шотландскими университетами.